# 尚益王
尚益王（琉球語：／  ?；1678年12月7日—1712年8月16日）是琉球國第二尚氏王朝第十二代國王。1710年至1712年在位。他是第十一代國王尚貞王之孫、中城王子尚純之子。
相傳他患有兔唇。祖父尚貞王在位時，從中國渡海歸國的魏士哲（高嶺德明）為他做了兔唇修補手術。

## 家族
- 父 尚純
- 母 聞得大君加那志（童名思戶金，號義雲。毛氏座喜味親方盛員毛思義女。始稱奥間按司加那志。康煕三年申辰十二月初五日生。雍正元年癸卯七月十六日薨。壽六十。葬於玉陵。第七代聞得大君）

- 妃 聞得大君加那志（童名思眞鶴金，號坤宏。其父為伊野波殿内七世的第四子具志川親方盛昌毛邦秀。第八代聞得大君）
- 夫人 西之按司向氏（童名眞牛金，號淳德。父為向氏國頭親方朝姿）
- 妻
  - 宮城阿護母志良禮（童名思戸金，號慈雲。父為詹氏田場掟親雲上兼忠詹維宗）
  - 知念阿護母志良禮（童名真尹金，號義德。父為孫氏支流崎山筑登之親雲上嗣長[[孫瑾行）

- 子女
  - 長子 尚敬、中城王子朝系（母為妃）
  - 次子 尚徹、北谷王子朝騎（母為妃。大村御殿二世。養子，原為北谷王子朝愛尚弘才之子）

- - 長女 嘉手苅翁主（童名思戶金，號泰心。母為妃。美里殿内八世美里親方安承毛健元之妻）
  - 次女 古波藏翁主（童名思眞鶴金，號宏淑。母為妃。毛氏十世豐見城親雲上盛邑毛允猷[3]之妻）
  - 三女 富盛翁主（童名思武樽金，號蘭溪。母為慈雲。翁氏支流七世佐久真親方忠喜翁鴻業[4]之妻）
  - 四女 内間翁主（童名思眞牛金，號順徳。母為慈雲。小禄殿内八世永本親雲上良隆馬建德[5]之妻）